# Marius Barnard
Marius Barnard (Città del Capo, 20 gennaio 1969) è un ex tennista sudafricano.

## Carriera
Ottenne il suo best ranking in singolare il 17 ottobre 1994 con la 313ª posizione mentre nel doppio divenne il 3 febbraio 1997, il 44º del ranking ATP.
Specialista del doppio, conquistò nel corso della sua carriera sei tornei del circuito ATP e sei del circuito Challenger. Il suo primo successo avvenne nel 1992 alla Kremlin Cup in coppia con il connazionale John-Laffnie de Jager; in quell'occasione superarono in tre set il sudafricano David Adams e il russo Andrej Ol'chovskij. Il suo miglior risultato nei tornei del grande slam è rappresentato dai quarti di finale raggiunti nel torneo di Wimbledon 1994 in coppia con Brent Haygarth e nell'Australian Open 2000 in coppia con Chris Haggard.

## Statistiche

### Doppio

#### Vittorie (6)
| Legenda                                                      |
| Grande Slam (0)                                              |
| ATP Tour World Championships / Tennis Masters Cup (0)        |
| ATP Super 9 / Tennis Masters Series (0)                      |
| ATP Championships Series / ATP International Series Gold (0) |
| ATP World Series / ATP International Series (6)              |

| Numero | Data            | Torneo                                      | Superficie    | Compagno              | Avversari in finale            | Punteggio     |
| 1.     | 9 novembre 1992 | Kremlin Cup, Mosca                          | Sintetico (i) | John-Laffnie de Jager | David Adams Andrej Ol'chovskij | 6-3, 3-6, 7-6 |
| 2.     | 28 marzo 1994   | South African Open, Sun City                | Cemento       | Brent Haygarth        | Ellis Ferreira Grant Stafford  | 6-3, 7-5      |
| 3.     | 4 marzo 1996    | ABN AMRO World Tennis Tournament, Rotterdam | Sintetico (i) | David Adams           | Hendrik Jan Davids Cyril Suk   | 6-3, 5-7, 7-6 |
| 4.     | 8 luglio 1996   | Hall of Fame Tennis Championships, Newport  | Erba          | Piet Norval           | Paul Kilderry Michael Tebbutt  | 6-7, 6-4, 6-4 |
| 5.     | 29 luglio 1996  | Countrywide Classic, Los Angeles            | Cemento       | Piet Norval           | Jonas Björkman Nicklas Kulti   | 7-5, 6-2      |
| 6.     | 8 gennaio 2001  | Heineken Open, Auckland                     | Cemento       | Jim Thomas            | David Adams Martín García      | 7–6(10), 6-4  |

| Legenda tornei minori |
| Challenger (6)        |
| Futures (0)           |

| Numero | Data             | Torneo                                  | Superficie    | Compagno         | Avversari in finale               | Punteggio     |
| 1.     | 30 novembre 1987 | Durban Challenger, Durban               | Sintetico (i) | Piet Norval      | Pieter Aldrich Warren Green       | 6-3, 6-4      |
| 2.     | 9 aprile 1990    | Capetown Challenger, Città del Capo     | Sintetico (i) | Jeremy Bates     | Wayne Ferreira Piet Norval        | 6-3, 6-1      |
| 3.     | 26 ottobre 1992  | Brest Challenger, Brest                 | Cemento (i)   | Brent Haygarth   | Ģirts Dzelde Bent-Ove Pedersen    | 6-2, 7-6      |
| 4.     | 1º maggio 1995   | Malta Challenger, Malta                 | Cemento       | Lionel Barthez   | Patrick Baur Tomáš Anzari         | 7-5, 6-3      |
| 5.     | 19 febbraio 1996 | Challenger DCNS de Cherbourg, Cherbourg | Cemento (i)   | Bill Behrens     | João Cunha e Silva Mathias Huning | 6-2, 4-6, 6-3 |
| 6.     | 4 maggio 1998    | Ljubljana Challenger, Lubiana           | Terra rossa   | Stephen Noteboom | Alberto Martín Tomáš Anzari       | 7-6, 6-7, 7-6 |

#### Sconfitte in finale (8)
| Numero | Data              | Torneo                                | Superficie    | Compagno        | Avversari in finale                    | Punteggio         |
| 1.     | 2 agosto 1993     | Austrian Open, Kitzbühel              | Terra rossa   | Tom Mercer      | Juan Garat Roberto Saad                | 6-7, 6-2, 3-6     |
| 2.     | 12 febbraio 1996  | Open 13, Marsiglia                    | Cemento (i)   | Peter Nyborg    | Jean-Philippe Fleurian Guillaume Raoux | 3-6, 2-6          |
| 3.     | 9 giugno 1997     | Halle Open, Halle                     | Erba          | David Adams     | Karsten Braasch Michael Stich          | 6-7, 3-6          |
| 4.     | 9 febbraio 1998   | St. Petersburg Open, San Pietroburgo  | Sintetico (i) | Brent Haygarth  | Nicklas Kulti Mikael Tillström         | 6-3, 3-6, 6-7     |
| 5.     | 14 giugno 1999    | Nottingham Open, Nottingham           | Erba          | Brent Haygarth  | Patrick Galbraith Justin Gimelstob     | 7-5, 5-7, 3-6     |
| 6.     | 23 agosto 1999    | U.S. Pro Tennis Championships, Boston | Cemento       | T. J. Middleton | Guillermo Cañas Martín García          | 7-5, 6(2)–7, 3-6  |
| 7.     | 11 settembre 2000 | Tashkent Open, Tashkent               | Cemento       | Robbie Koenig   | Justin Gimelstob Scott Humphries       | 3-6, 2-6          |
| 8.     | 10 settembre 2001 | Tashkent Open, Tashkent               | Cemento       | Jim Thomas      | Julien Boutter Dominik Hrbatý          | 4-6, 6-3, [11-13] |